# Gmina Upplands-Bro
Gmina Upplands-Bro (szw. Upplands-Bro kommun) – gmina w Szwecji, w regionie Sztokholm, z siedzibą w Kungsängen.
Pod względem zaludnienia Upplands-Bro jest 113. gminą w Szwecji. Zamieszkuje ją 21 348 osób, z czego 50,13% to kobiety (10 701) i 49,87% to mężczyźni (10 647). W gminie zameldowanych jest 1894 cudzoziemców. Na każdy kilometr kwadratowy przypada 90,46 mieszkańca. Pod względem wielkości gmina zajmuje 238. miejsce.